# Захист двигуна
Захист двигуна автомобіля (інші назви: захист картера, захист піддону, захист моторного відсіку) — захисний елемент призначений для захисту елементів автомобіля від механічних пошкоджень при русі та паркуванні, так само він запобігає потраплянню пилу, вологи, бруду, каменів і іншого сміття в моторний відсік автомобіля. Основні свої функції він виконує при подорожах по лісових і гірських дорогах, а також по дорогах з поганою якістю дорожнього покриття і взимку.
Захисти двигунів, в залежності від конструкції можуть закривати картер двигуна, радіатор кондиціонера, коробку перемикання передач, роздавальну коробку, радіатор охолодження, задній диференціал, бензобак.
Частина автовиробників комплектують свої автомобілі захистами, так званими «пильовиками». Вони виготовляються з пластику і в першу чергу захищають моторний відсік від пилу і вологи, за що і отримали свою назву. На превеликий жаль, цим їх функції обмежуються. При експлуатації автомобіля в реальних умовах такі захисти дуже швидко стають непридатними. Тому установка металевого захисту є додатковою гарантією безпроблемної подорожі по сучасним дорогам.

## Характеристики
1. Матеріал виготовлення
- Сталеві:

При виробництві таких захистів використовують листову сталь товщиною від 2 до 3 мм. Як правило їх виготовляють методом штампування або поелементного штампування, рідше за допомогою плазмового різання і ще рідше за допомогою комбінованої лазерно-штампувальної технології. Сталеві захисти, в цей час найпопулярніші, оскільки вони відносно не дорогі та надійні.
• Плюси: відносно не висока ціна, надійність;
• Мінуси: моделі деяких захистів надто важкі;
- Алюмінієві:

Алюмінієві захисти зазвичай мають більшу товщину, ніж сталеві, оскільки алюміній м'якше сталі, а отже для того, щоб не втрачати жорсткість захисту, доводиться збільшувати його товщину. Ідеально підходять для ексклюзивних і дорогих авто.

• Плюси: мають невелику вагу, а також високу стійкість до корозії;
• Мінуси: висока ціна;
- Захисти з нержавіючої сталі:

Такі захисти подібні алюмінієвим, проте вони мають найдорожчу вартість і найкращі експлуатаційні характеристики, але на жаль призначені для дуже дорогих авто.

• Плюси: стійкість до корозії, шикарний зовнішній вигляд;
• Мінуси: висока ціна;
- Склопластикові:

Захисти з цього матеріалу значно легше, ніж сталеві і товщі, близько 8 мм. Ці захисту взагалі не схильні до корозії і мають високу жорсткість. Але самим вагомим мінусом у них є не здатність протистояти тертю. Торкаючись перешкод, він постійно стирається. Слабкою ланкою також є його спосіб кріплення.
• Плюси: взагалі не схильні до корозії, мають не велику вагу;
• Мінуси: не стійкі до стирання, слабкі елементи кріплення.

2. Вага.
При проєктуванні і виробництві автомобіля, виробники розрахували його гармонічну вагу, тому додаткова вага обов'язково створить додаткове навантаження на підвіску;
3. Жорсткість.
Чим вище жорсткість захисту — тим більшу енергію удару конструкція захисту візьме на себе, тим меншими будуть наслідки удару.

4. Кліренс.
Чим вірніше спроєктований та виготовлений захист, чим точніше він повторює вигини силових елементів автомобіля, тим менше він зменшить кліренс автомобіля. Це важливо особливо для невеликих міських автівок.

5. Безшумність.
Важливий параметр, особливо для металевих захистів, оскільки після встановлення деяких не досконало спроєктованих виробів з'являється неприємний шум, рівень якого доходить аж до вібрації в салоні автомобіля. В першу чергу це викликано не продуманою системою компенсації вібрацій двигуна. У другу чергу, системою кріплення, яка не враховує просідання підвіски автомобіля залежно від його завантаження.

6. Наявність вентиляційних отворів.
Обов'язковою умовою є наявність отворів для примусового охолодження під час руху. Особливо для автомобілів з автоматичною коробкою передач. Важливо це і для авто з великим об'ємом двигуна. Ідеальний захист повинен майже на 100 % повторювати заводський оригінальний «пильовик». У відоміших виробників у захистів існують навіть спеціальні вентиляційні канали.

7. Легкість установки.
Правильно спроєктований захист повинен встановлюватися лише на штатні місця, і не вимагати додаткового свердління в силових елементах кузова автомобіля.

8. Додаткові балки.
Деякі виробники оснащують свої вироби балками ( балками поглинання енергії) — це силова конструкція покликана відігравати роль своєрідного амортизатора, що виключає передачу енергії удару на силові елементи автомобіля. У разі тотальної аварії вона дозволяє двигуну автомобіля зміщуватися вниз, а не в салон.

## Деякі виробники захистів в Україні
- Кольчуга (Київ)